# Аудиција (филм из 1999)
Аудиција (јап. オーディション, Ōdishon) је јапански хорор филм из 1999. године, редитеља Такашија Микеа, рађен по истоименом роману Рјуа Муракамија, са Еихи Шином и Рјом Ишибашијем у главним улогама. Радња прати удовца у раним четрдесетим, Шигехаруа Аојаму, који организује лажну аудицију како би нашао новог љубавног партнера. Након што интервјуише неколико жена, Аојама постаје заинтересован за Асами Јамазаки, која успешно сакрива своју мрачну прошлост.
Продукцијска кућа Omega Project откупила је ауторска права Муракамијеве књиге, у жељи да направе још један хорор филм након великог комерцијалног успеха Круга (1998). Глумачка постава се већим делом састоји од глумаца са којима је Мике претходно сарађивао, уз изузетак Ехини Шине, која је у дотадашњој каријери радила као модел.
Филм је снимљен за три недеље у Токију. Премијерно је приказан 2. октобра 1999, на Међународном филмском фестивалу у Ванкуверу, али је много више пажње привукао након приказивања на фестивалу у Ротердаму, где је добио FIPRESCI награду. Добио је веома позитивне оцене и многи критичари га сматрају једним од најбољих хорор филмова свих времена. Осим тога Аудиција је имала утицаја на бројне редитеље у хорор жанру, међу којима је и Илај Рот, док је Квентин Тарантино 2009. изјавио да је Аудиција један од његових омиљених филмова.

## Радња
Шигехару Аојама је четрдесетдвогодишњи удовица, који живи са својим сином Шигехиком. Аојамина жена је умрла од рака пре седам година и син га саветује да је дошло време да потражи новог љубавног партнера. Заједно са својим пријатељем, филмским продуцентом Јасухисом Јошикавом, Аојама организује лажни кастинг, како би нашао жену која му одговара. Он постаје заинтересован за Асами Јамазаки, не знајући детаље из њене мрачне прошлости.

## Улоге
| Глумац        | Улога             |
| ------------- | ----------------- |
| Еихи Шина     | Асами Јамазаки    |
| Рјо Ишибаши   | Шигехару Аојама   |
| Џун Кунимура  | Јасухиса Јошикава |
| Тецуо Саваки  | Шигехико Аојама   |
| Мијуки Мацуда | Рјоко Аојама      |
| Тошие Негиши  | Рие               |
| Кен Мицуиши   | директор          |
| Рен Охсуги    | Шимада            |
| Ренџи Ишибаши | старац у колицима |